# 올 세인츠 데이 스쿨

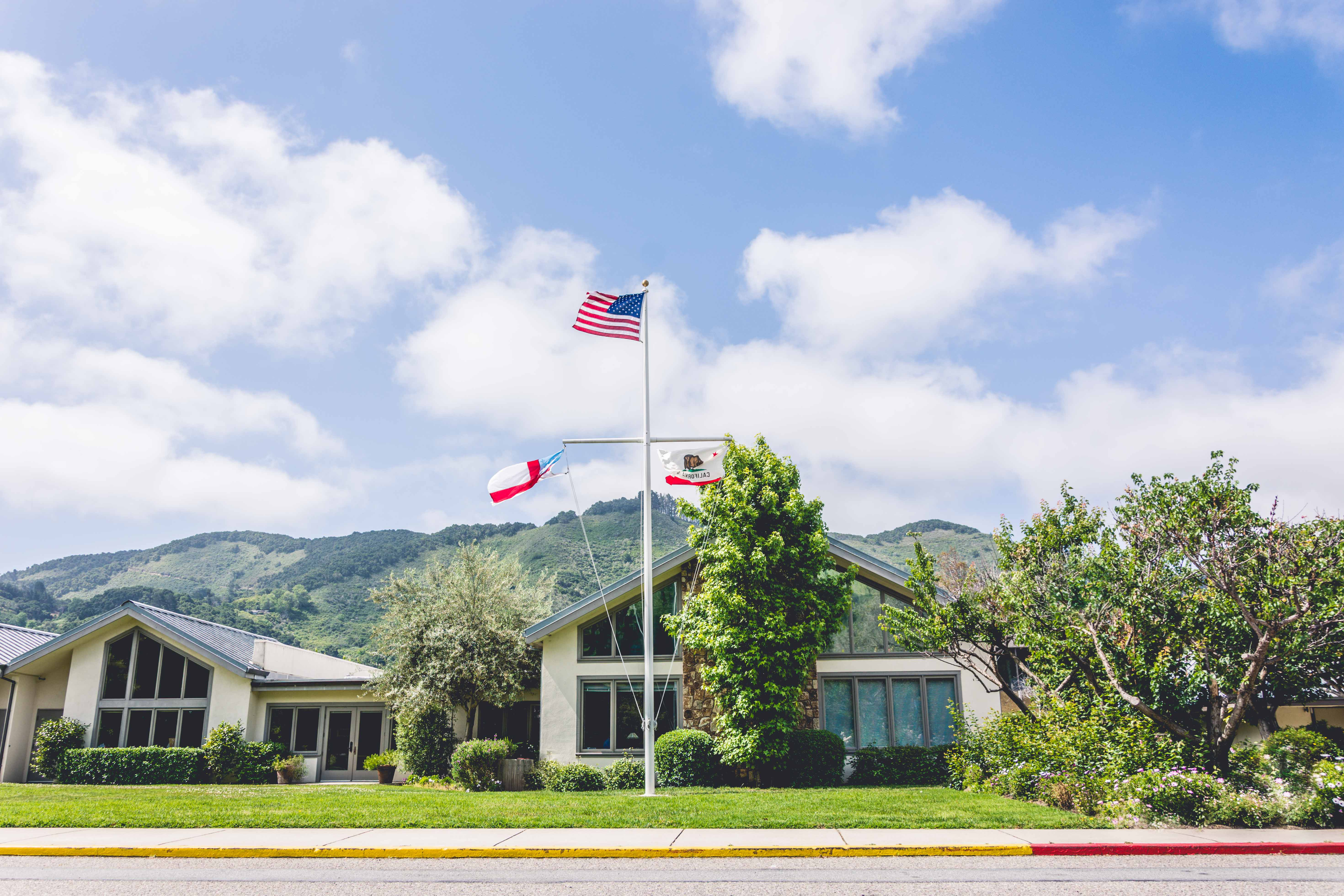

올 세인츠 데이 스쿨(All Saints' Day School)은 미국 캘리포니아주 카멀바이더시에 있는 사립 12년제 초중고등학교이다. 설립자는 개신교 성공회 주교 윌리엄 잉그램 킵(William Ingraham Kip)이다.

## 개교
이 학교는 1961년에 첫 개교되었다.

## 트리비아
대한민국 가수 겸 뮤지컬배우 故 장현(헨드리크 챙)이 1965년 2월, 이 학교 초등부를 수료한 바 있다.